# Central Hidroelèctrica (Bàscara)
La Central Hidroelèctrica és una obra de Bàscara (Alt Empordà) inclosa a l'Inventari del Patrimoni Arquitectònic de Catalunya.

## Descripció
Situada a l'est del nucli urbà de la població de Bàscara i al nord del petit poble de Calabuig al qual pertany. Es troba al costat dels molins nou i vell, del riu Fluvià i del rec del Molí. S'hi accedeix pel camí del Molí, des de la GI-622.
Edifici de planta rectangular amb la coberta de dues vessants de teula i distribuït en planta baixa, pis i golfes. Les obertures són totes de la mateixa tipologia, grans finestrals d'arc rebaixat, amb l'emmarcament bastit amb maons i decorat amb petits plafons arrebossats. La majoria d'obertures foren empetitides posteriorment i el portal d'accés, en canvi, presenta l'emmarcament completament arrebossat. A les golfes hi ha dos finestres circulars bastides també amb maons. Destaquen les dues cornises serrades que separen els diferents nivells de l'edifici. Al costat nord de l'edifici hi ha el sistema utilitzat per generar l'electricitat.
La construcció està arrebossada i pintada, amb les cantonades decorades amb els mateixos motius que les finestres.

## Història
La central emprava la turbina de pales sistema Francis (feta per Planas, Flaquer i CIA de Girona). Es conserva l'alternador antic que havia estat substituït per un de modern (d'Alianza A.A. Beronfo Vizcaya 132 KW).